# Battleground (série de jeux vidéo)
Battleground est une série de jeux vidéo développée et éditée par TalonSoft, entre 1995 et 1999.

## Jeux
| Titre                               | Année | Plates-formes     |
| ----------------------------------- | ----- | ----------------- |
| Battleground: Ardennes              | 1995  | Microsoft Windows |
| Battleground 2: Gettysburg          | 1995  | Microsoft Windows |
| Battleground 3: Waterloo            | 1996  | Microsoft Windows |
| Battleground 4: Shiloh              | 1996  | Microsoft Windows |
| Battleground 5: Antietam            | 1996  | Microsoft Windows |
| Battleground 6: Napoleon in Russia  | 1997  | Microsoft Windows |
| Battleground 7: Bull Run            | 1997  | Microsoft Windows |
| Battleground 8: Prelude to Waterloo | 1997  | Microsoft Windows |
| Battleground 9: Chickamauga         | 1999  | Microsoft Windows |

## Accueil
Les trois jeux sortis en 1996 ont été nommés meilleurs wargame de l'année par le magazine spécialisé Computer Games Magazine.